# George Lambert (pentatleta)
George Lambert (Hampton (Iowa), 1 de septiembre de 1928-River Falls (Wisconsin), 30 de enero de 2012) fue un deportista estadounidense especializado en pentatlón moderno, ganador de tres medallas olímpicos en durante los Juegos Olímpicos de Melbourne 1956 y Roma en 1960.
En 1956 participó en Juegos Olímpicos de Melbourne, donde disputó dos pruebas del programa de pentatlón moderno. Junto a William Andre y Jack Daniels ganó la medalla de plata en la competición por equipos, mientras en la competición individual fue quinto. Cuatro años después en Roma, volvió a disputar dos pruebas del programa de pentatlón moderno. Junto Robert Beck y el mismo Daniels ganaron la medalla de bronce en competición por equipos, mientras que en la competición individual fue décimo octavo.